# Army of Me (Christina Aguilera)
Army of Me è un brano musicale della cantautrice statunitense Christina Aguilera, appartenente all'album Lotus del 2012. La canzone è stata scritta da Christina Aguilera, Jamie Hartman, David Glass e Phil Bentley e prodotta da Tracklacers, Jamie Hartman e Christina Aguilera. Il testo della canzone contiene alcune frasi del famoso singolo della cantante Fighter ed è stata descritta come una sorta di Fighter 2.0.

## Crediti
Crediti adattati al booklet di Lotus.

### Registrazione
- Registrato all'Henson Recording Studios, Hollywood, California; Radley Studios, Los Angeles, California.
- Strumenti a corda, basso e pianoforte registrati all'Henson Recording Studios, Hollywood, California.
- Chitarre acustiche, sintetizzatore e ARP String Synthesizer registrati al Radley Studios, Los Angeles, California.
- Parti vocali registrate al The Red Lips Room, Beverly Hills, California.

### Personale
- Testo e musica – Christina Aguilera, Jamie Hartman, David Glass, Phil Bentley
- Produzione – Tracklacers, Jamie Hartman (co-produttore)
- Produzione parti vocali – Christina Aguilera
- Registrazione parti vocali – Oscar Ramirez
- Arrangiamento strumenti a corda – Jamie Hartman
- Registrazione strumenti a corda, basso e pianoforte – Justin Stanley
- Registrazione chitarre acustiche, sintetizzatore e ARP String Synthesizer – Jamie Hartman
- Assistenza – Zivi Krieger
- Percussioni, tastiere e sintetizzatori – Steve Daly, Jon Keep
- ARP String Synthesizer – Jamie Hartman, The Professor
- Strumenti a corda live – Songa Lee, Rodney Wirtz, Alisha Bauer, Marisa Kuney
- Pianoforte live – Jeff Babko, Jamie Hartman
- Sintetizzatore live – Jamie Hartman, The Professor
- Basso live – Tyler Chester, Steve Daly
- Chitarre acustiche – Jamie Hartman

## Versione di Anastacia
La cantautrice statunitense Anastacia ha realizzato una cover di Army of Me per la sua raccolta Ultimate Collection del 2015. La cover è stata estratta come secondo singolo della raccolta e resa disponibile per il download digitale.